# Galidictis
Genre
Le genre Galidictis regroupe des mammifères carnivores appartenant à la famille des Herpestidae.

## Espèces
Ce genre comprend deux espèces :
- Galidictis fasciata (Gmelin, 1788) — mangouste à larges rayures
- Galidictis grandidieri (Wozencraft, 1986) — Galidie de Grandidier[1]